# ستيف شيروود
ستيف شيروود (بالإنجليزية: Steve Sherwood)‏ (10 ديسمبر 1953 في المملكة المتحدة - ) هو لاعب كرة قدم بريطاني في مركز حراسة المرمى. لعب مع تشيلسي وغريمسبي تاون ونادي برينتفورد ونادي ميلوول ونادي نورثامبتون تاون ونادي واتفورد ونادي غاينسبورو ترينيتي ونادي غيتزهد ولينكولن سيتي أف سي وConnecticut Bicentennials ‏.

## وصلات خارجية
- ستيف شيروود على موقع قاعدة بيانات كرة القدم.إي يو (الإنجليزية)